# Балтажи Микола Федорович
Микола Федорович Балтажи (27 квітня 1956, с. Петрівськ, Тарутинський район, Одеська область, Українська РСР, СРСР) — український дипломат. Надзвичайний і Повноважний Посол України.

## Біографія
Народився 27 квітня 1956 року в селі Петрівськ Тарутинського району на Одещині.
У 1979 році закінчив Київського державного університету імені Т.Шевченка, спеціаліст з міжнародних відносин, референт-перекладач німецької та болгарської мов; кандидат історичних наук; старший науковий співробітник. Володіння іноземними мовами: болгарська, німецька, англійська, російська.
У 1973—1974 рр.— художній керівник будинку культури с. Петрівськ-1 Тарутинського району Одеської області.
У 1974—1979 рр.— студент факультету міжнародних відносин Київського державного університету імені Т.Шевченка.
У 1979—1982 рр.— аспірант Інституту соціальних та економічних проблем зарубіжних країн АН УРСР, м.Київ.
У 1982—1992 рр.— молодший, старший науковий співробітник Інституту соціальних та економічних проблем зарубіжних країн НАН України.
У 1992—1993 рр.— старший науковий співробітник Інституту світової економіки і міжнародних відносин НАН України.
З 10.1993 по 12.1997 — перший секретар по посаді радника, радник Посольства України в Литовській Республіці.
З 12.1997 по 02.1999 — завідувач відділу політичного аналізу та міжнародної інформації Головного управління з питань зовнішньої політики Адміністрації Президента України.
З 02.1999 по 07.2000 — заступник начальника Третього територіального управління-завідувач відділу країн Центральної та Східної Європи МЗС України.
З 07.2000 по 10.2004 — радник Посольства України у Федеративній Республіці Німеччина.
З 10.2004 по 01.2006 — радник-посланник Посольства України у Федеративній Республіці Німеччина.
З 08.2005 по 01.2006 — Тимчасовий повірений у справах України у Федеративній Республіці Німеччина.
З 02.2006 по 11.2007 — заступник директора департаменту-начальник відділу з питань співробітництва в політичній, безпековій і оборонній галузях Департаменту Європейського Союзу МЗС України.
З 11.2007 по 02.2008 — заступник директора департаменту-начальник відділу співробітництва у сфері зовнішньої і безпекової політики Департаменту Європейського Союзу МЗС України.
З 02.2008 по 07.2008 — радник-посланник Посольства України в Республіці Словенія.
З 07.2008 по 08.2008 — заступник директора департаменту — начальник відділу співробітництва у сфері зовнішньої і безпекової політики Департаменту Європейського Союзу МЗС України.
З 08.2008 по 04.2011 — радник-посланник Посольства України у Федеративній Республіці Німеччина.
З 04.03.2011 по 13.07.2018 — Надзвичайний і Повноважний Посол України в Республіці Болгарія.